# أديلايد من ميتز
أديلايد من ميتز (970 - 19 مايو 1046) كانت امرأة نبيلة فرنسية.
ولدت أديلايد عام 970 في إغويسهايم، ربما كانت عضوًا في سلالة ماتفريدينية التي تنحدر من شخص نبيل اسمه ماتفريد، والداها غير معروفين ولكن كان أحد أشقائها جيرهارد عديل الإمبراطور هاينريش الثاني، تزوجت من هاينريش فون فورمس وهو كونت ألماني وعضو من سلالة السالية، ويعتبر حفيد الإمبراطور أوتو الأول من الجيل الثاني، وأنجبت له ابنين: جوديث وكونراد الثاني إمبراطور الروماني المقدس، وبعد وفاة زوجها تزوجت من كونت فرنجي من سلالة بابنبرغ وأنجبت ابنًا آخر: جبهارد الثالث، أسقف ريغنسبورغ؛ في عام 1037 أسست الكنيسة المجمعية في أورينغن..